# Ponte da Barca (freguesia)
Ponte da Barca era una freguesia portuguesa del municipio de Ponte da Barca, distrito de Viana do Castelo.

## Historia
Fue suprimida el 28 de enero de 2013, en aplicación de una resolución de la Asamblea de la República portuguesa promulgada el 16 de enero de 2013 al unirse con las freguesias de Paço Vedro de Magalhães y Vila Nova de Muía, formando la nueva freguesia de Ponte da Barca, Vila Nova de Muía e Paço Vedro de Magalhães.